# Cmentarz ewangelicki na Starołęce
Cmentarz ewangelicki na Starołęce w Poznaniu – nieczynny cmentarz ewangelicki, zlokalizowany w Poznaniu, na Starołęce, na narożniku ulic Obodrzyckiej i Pochyłej.

## Historia
Cmentarz otwarto w początku XX wieku dla lokalnej gminy ewangelickiej. Spoczywali na nim przede wszystkim napływowi na Starołęce Niemcy. Byli to w głównej mierze reemigranci pochodzenia niemieckiego sprowadzani z Rosji przez pastora Josefa Rosenberga z Latowic i osadzeni na osiedlu robotniczym w okolicy. Większość grobów otoczona była metalowymi płotkami i wyposażona w metalowe krzyże. Istniały też groby marmurowe. Decyzją Zarządu Miasta nekropolia została zlikwidowana w 1947. Po tej dacie cmentarz popadał w zaniedbanie, część elementów rozkradziono, przy biernej postawie władz miejskich i gminy ewangelickiej. W centrum cmentarza wybudowano stację transformatorową. Przed 2014 teren cmentarza został uporządkowany. 
Nekropolia była miejscem tymczasowego odprawiania nabożeństw dla lokalnej parafii katolickiej, przed wybudowaniem kościoła św. Jana Apostoła i Ewangelisty. W październiku 1994 oddano do użytku drewniany barak obity papą, który służył jako tymczasowa kaplica. W marcu 2002 kaplicę rozebrano, a w jej miejscu postawiono 3-metrowy krzyż.